# Anton Milkov
Anton Milkov (30 gennaio 1954 – 4 settembre 1979) è stato un calciatore bulgaro, di ruolo attaccante.

## Palmarès

### Club

#### Competizioni nazionali
- Campionato bulgaro: 1

Levski Sofia: 1978-1979